# Sociedade de História do Planejamento Internacional
Sociedade de História do Planejamento Internacional (International Planning History Society (IPHS)) é uma organização acadêmica internacional para história de planejamento urbano. A organização foi criada em 1974 na Universidade de Leicester, em Leicester, Inglaterra como um grupo acadêmico chamado "Planning History Group". Em 1993, tornou-se uma organização internacional com faculdades de arquitetura e planejamento urbano em todo o mundo e o nome mudou para "International Planning History Society".